# Natalia Poklónskaya
Natalia Vladímirovna Poklónskaya (en ruso: Ната́лья Влади́мировна Покло́нская, en ucraniano: Наталія Володимирівна Поклонська; Mijáilivka, Óblast de Lugansk, RSS de Ucrania, Unión Soviética, 18 de marzo de 1980) es una abogada y fiscal rusa, que trabajó como fiscal general de la República de Crimea, siendo designada oficialmente mediante un decreto presidencial del 2 de mayo de 2014. Anteriormente, tenía el puesto de fiscal mayor en la oficina de apelaciones y tenía rango de Consejera de Justicia en la Fiscalía General de Ucrania.
En septiembre de 2016 renunció al cargo tras ser electa como Diputada en la Duma Estatal por el partido Rusia Unida, asumiendo el 5 de octubre del mismo año.
El 14 de junio de 2022 asumio el cargo de asesora del Fiscal General de la Federación Rusa.

## Biografía

### Primeros años y servicio en Ucrania
Poklónskaya nació en la pequeña villa de Mikhailovka en la Ucrania Soviética y a los diez años de edad, en 1990, se mudó a Eupatoria, en Crimea, junto con su familia. Se graduó en 2002 en la Sede Eupatoria de la Universidad Nacional de Asuntos Internos de Járkov, y empezó a trabajar ese mismo año en Simferópol como fiscal ambiental interdistrital. También se desempeñó como fiscal en Eupatoria entre 2006 y 2010.
Entre 2010 y 2011 se desempeñó como fiscal del departamento de supervisión del cumplimiento de la ley en instituciones que luchan contra el crimen organizado de la Dirección General de la Procuraduría General de Simferópol. De hecho, en 2011 allí fue fiscal en el juicio de un exmiembro del Consejo Supremo de Crimea y exdirector del club SC Tavriya Simferopol, Reuben Aronov, acusado de pertenecer a una banda criminal armada denominada "Bashmaki" (traducido como «botas»). Entre octubre y diciembre de 2012 trabajó como jefe de los fiscales en el Tribunal de Apelación de Crimea.
Seguidamente, fue trasladada a la oficina del fiscal general de Ucrania en Kiev, donde trabajó como abogada principal en una división relacionada con la supervisión, investigación y gestión de procesamiento y enjuiciamento según la ley penal. Debido a su oposición por los sucesos del Euromaidán, el 25 de febrero de 2014 renunció a su cargo a través de una carta, pero su renuncia no fue aceptada y le otorgaron vacaciones en Crimea. En Simferópol, ofreció su ayuda al nuevo gobierno crimeo.

### Crisis de Crimea y servicio en Rusia
Fue nombrada fiscal general de la República Autónoma de Crimea el 11 de marzo, durante el desarrollo de la Crisis de Crimea de 2014. Fue nombrada en el puesto por Serguéi Aksiónov después de que el fiscal anterior había permanecido leal al gobierno de Kiev; el puesto había también sido presuntamente rechazado por otros cuatro hombres antes de que Poklónskaya aceptara, entre ellos el ex vicefiscal de Crimea, Vyacheslav Pavlov. Anteriormente había expresado críticas hacia las protestas de la oposición en Ucrania y describió el cambio de gobierno en Kiev como un «golpe anticonstitucional». Dos días después, el 13 de marzo, los miembros del Consejo Supremo de Crimea aprobaron su nombramiento. En respuesta, el gobierno ucraniano afirmó que fue nombrada «ilegalmente» en ese cargo e inició una causa penal en su contra, despojándole de su rango en el servicio civil de «abogada de jurisprudencia de justicia».
A partir de marzo de 2014, Poklónskaya investigó un incidente de Simferópol en el que dos personas recibieron disparos y otras dos personas resultaron heridas en el XIII Centro Fotogramático de la Central Militar-Topográfica y de Administración de Navegación en Simferópol, tras un tiroteo por parte de francotiradores. Las víctimas fueron un vigilante de las autodefensas de Crimea y un militar ucraniano.
El 26 de marzo, el servicio de seguridad nacional de Ucrania declaró en búsqueda y captura a Poklónskaya acusándola de «tomar acciones para derrocar el orden constitucional y tomar el poder gubernamental». Su nombre apareció como criminal en la web del ministerio de exteriores ucraniano. El Ministerio del Interior de Ucrania explicó la orden de arresto por la infracción del artículo 109, parte 1 del Código Penal ucraniano («acciones, iniciadas con el propósito de derrocar el orden constitucional y/o usurpación del poder del Estado»). El senador ruso y el secretario del Comité de la Seguridad del Consejo de la Federación de Rusia Viktor Ozerov declaró que los cargos establecidos por la Justicia ucraniana contra Poklónskaya eran una «farsa».

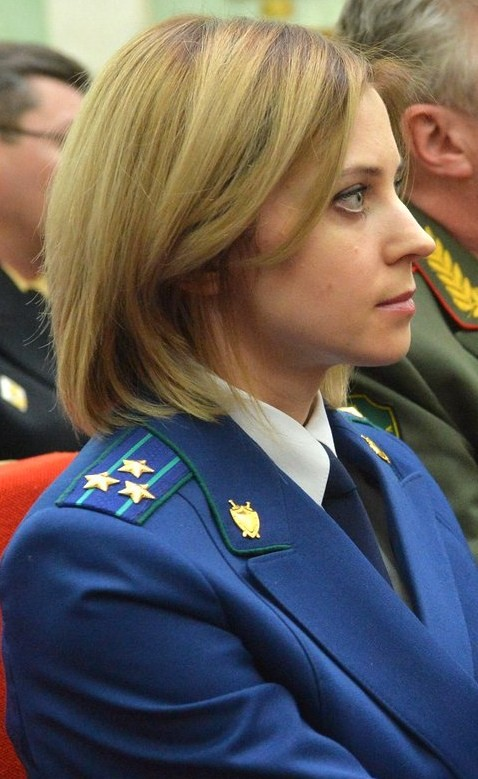
Poklónskaya en uniforme como fiscal general, en marzo de 2015.

El 25 de marzo de 2015 había sido renombrada en su cargo por el fiscal general de Rusia, Yuri Chaika, tras conformar la nueva Fiscalía de la República de Crimea —ya como parte de Rusia desde el 18 de marzo—. Y el 27 de marzo, fue ascendida al rango de «Consejero Superior de Justicia». El 4 de abril, el Tribunal Administrativo de Distrito de Kiev anuló el nombramiento de Poklónskaya hecho por el parlamento crimeo, declarándolo «ilegal» y argumentando que el parlamento no tenía el poder para realizar dicha acción. Ese mismo día, Poklónskaya dio la aprobación al Servicio Federal de Seguridad de Rusia para comenzar una operación para arrestar a Yevgeniy Pomelov, fiscal adjunto de Yalta, en el marco de un caso de soborno.
El 11 de abril, el fiscal general de Rusia presentó en una reunión en la capital crimea junto al representante presidencial del distrito federal, Oleg Beláventsev, los certificados oficiales a diez fiscales de Crimea. La primera en recibir el suyo fue Poklónskaya. Además, Yuri Chaika declaró que se trató de la primera reunión entre fiscales tras la anexión rusa de Crimea. Vladímir Putin firmó un decreto el 2 de mayo sobre los fiscales de Rusia, nombrando a Poklónskaya en el cargo de la fiscalía de la República de Crimea. Poklónskaya y otros empleados de la fiscalía crimea prestaron el juramento de fidelidad a la Constitución y las leyes de la Federación Rusa el 7 de mayo ante veteranos de la Segunda Guerra Mundial. Poklónskaya se convirtió así en la fiscal general más joven de Rusia.
A principios de mayo de 2014 irrumpió y amenazó con prohibir y cerrar el Congreso del Pueblo Tártaro de Crimea, si la organización de la etnia tártara (el pueblo autóctono de Crimea) no dejaba de tener una posición «pro-ucraniana» y se oponía a la anexión de Crimea a Rusia.
El 12 de mayo, fue incluida en la lista de personas sancionadas de la Unión Europea (UE). Esto significó que se le prohibió la entrada a países miembros de la Unión Europea, y que cualquiera de sus activos allí, si existiesen, debían ser congelados. Canadá impuso sanciones similares contra Poklónskaya un mes después. En junio fue designada como jueza para «garantizar la imparcialidad en la selección de los ganadores» de un concurso en Rusia que seleccionaba participantes para el Festival de la Canción de Intervisión. El 5 de agosto fue sancionada por el gobierno de Japón.
El 30 de septiembre, el mandatario de la República de Crimea, Serguéi Aksiónov, informó que había concedido diplomas honoríficos a los fiscales de la región. Aksiónov dijo que Poklónskaya aplicó «muchos esfuerzos para lograr que se produjeran cambios en situaciones que previamente habían alcanzado un callejón sin salida». En noviembre de 2014, Poklónskaya fue calificada como la decimosexta de los cien políticos «más prometedores» de Rusia por el Instituto de Estudios Socioeconómicos y Políticos.
En diciembre de 2014 se dieron a conocer dos intentos fallidos de atentados contra las oficinas de la Fiscalía General de Crimea, que podrían haber dejado múltiples víctimas en las oficinas de Poklónskaya. Ella ya había recibido amenazas previas. Los ataques fueron impedidos por las fuerzas policiales locales. Primero apareció una bolsa con explosivos en frente de la fiscalía y en noviembre de 2014 un sobre sospechoso fue enviado por correo a la fiscalía. El 19 de diciembre, Estados Unidos lanzó sanciones contra rusos y ucranianos prorrusos, siendo Poklónskaya la única mujer incluida en la lista.
El 31 de diciembre salió a la luz un saludo de Poklónskaya para el año nuevo de 2015. Allí se podía ver una fotografía del zar Nicolás II de Rusia. En marzo de 2015, Poklónskaya fue designada como jefa de la Sociedad de Amistad japonesa-rusa.
El 11 de junio de 2015, Vladímir Putin le otorgó a Poklónskaya el grado de general de Justicia, que equivale al grado militar de Mayor General.
En 2016, Poklónskaya fue denunciada por «discriminación» por la Fiscalía General de Ucrania tras suspender las actividades de la Asamblea Nacional de los Tártaros de Crimea en la península, que fue trasladada a Kiev. Poklónskaya había presentado un recurso ante el Tribunal Constitucional de Crimea para que la asamblea tártara fuera considerada como una «organización extrema».
Tras su oposición a la reforma de las pensiones impuestas por Putin, fue condenada al ostracismo. Fue "deportada" como embajadora a Cabo Verde (octubre de 2021), y más tarde, puesta al frente de una agencia estatal de cooperación (febrero de 2022). Condenó la invasión rusa a Ucrania (marzo de 2022).

### Carrera política: Duma Estatal
Hacia mediados de julio de 2015, medios rusos reportaban que el partido político gobernante Rusia Unida estudiaba incluir a Poklónskaya en las listas electorales como candidata a un escaño en la Duma Estatal representando a Crimea para las elecciones legislativas del 18 de septiembre de 2016. Dichos medios también reportaban que Poklónskaya podría presidir el Comité para la Seguridad y la Resistencia a la Corrupción de la Duma Estatal al ganar las elecciones. El partido ruso confirmó la posibilidad de candidatura a la vez que el primer ministro de Crimea, Aksiónov, la rechazó. A fines de junio de 2016, el Consejo Supremo y el Consejo General del partido Rusia Unida, a iniciativa del líder del partido Dmitri Medvédev, incluyeron a Poklónskaya en la lista preelectoral del partido. Ella declaró públicamente estar preparada para desempeñar el cargo de diputada.

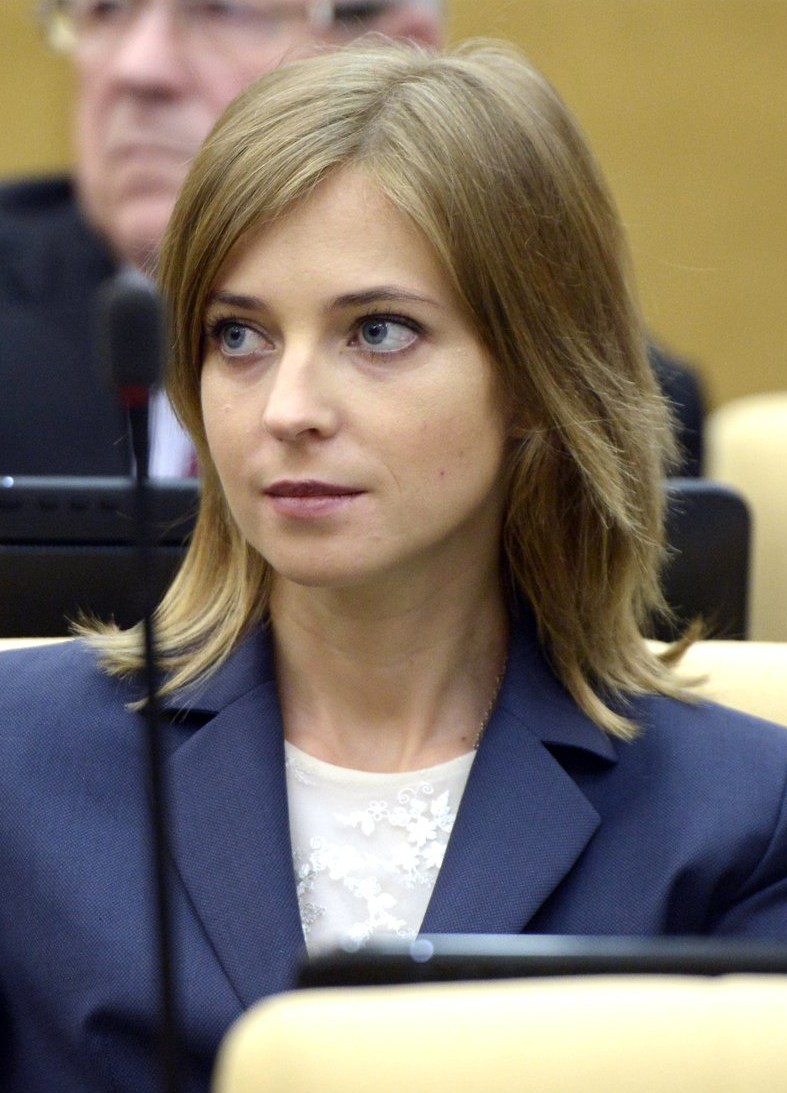
Poklónskaya como diputada en la primera reunión de la Duma Estatal.

Al mismo tiempo, el Instituto de Estudios Socioeconómicos y Políticos de Moscú ubicó a Poklónskaya en el décimo lugar del ranking de «los políticos más prometedores de Rusia». La opinión pública rusa reconoció a Poklónskaya como candidata potencial para las elecciones presidenciales de 2018. Poklónskaya rechazó esto y afirmó trabajar para el equipo de Vladímir Putin.
Tras las elecciones de 2016, donde su partido ganó con el 72.80% de los votos, fue elegida oficialmente por su partido y renunció a la Fiscalía General de Crimea para ocupar su banca en la Duma. Para ello, se mudó a Moscú junto a su familia. En la Duma, es presidente de la «Comisión para el Control de la Veracidad de la Información Presentada por los Diputados sobre sus Ganancias», y vicepresidente del «Comité de Seguridad contra la Corrupción». Andréi Fomin quedó de forma interina a cargo de la Fiscalía General de Crimea hasta febrero de 2017.

## Condecoraciones
El 20 de noviembre de 2014 recibió la Insignia «por contribución al movimiento veterano» por parte del gobierno de Crimea. El 13 de marzo de 2015 recibió la Orden «Por la Fidelidad», por «su valentía, patriotismo y actividades sociales y políticas activas, la contribución al fortalecimiento de la unidad, el desarrollo y la prosperidad de la República de Crimea y en ocasión por el Día de la reunificación de la península de Crimea con Rusia».

## Vida personal
En cuanto a su vida personal, está divorciada del jefe de la Oficina del Defensor del Pueblo de los Derechos Humanos, Iván Soloviov. Tiene una hija, Anastasía (del ruso: Анастасия), de su anterior matrimonio. Sus hobbies incluyen tocar el piano y dibujar. Sus padres son pensionistas que viven en Crimea, y sus dos abuelos participaron y murieron en la Segunda Guerra Mundial. Hacia marzo de 2014, antes de la anexión de la península, había afirmado sus intenciones de adquirir la ciudadanía rusa.

## Popularidad en Internet
Después de asumir el cargo de Fiscal de Crimea el 11 de marzo de 2014, Poklónskaya organizó una conferencia de prensa más tarde ese día. Allí llamó pronto la atención en Internet debido a su atractivo. Un video de la conferencia de prensa fue subido por una cuenta japonesa en YouTube. En inglés fue titulado "New Attorney General of Crimea is beautiful" («Nueva Fiscal General de Crimea es Hermosa»), el título en japonés decía «demasiado bella». El clip (que no ofrecía ninguna traducción) rápidamente acumuló más de 300.000 visitas en YouTube dentro de un día. El video se volvió viral no sólo en Japón, sino también en China, mientras recibía cobertura de medios de comunicación chinos como China News Service y Guangming Online. Se observó que ella había sido discutida en 4chan, Reddit, el servicio de microblog chino Weibo y la red social rusa Vkontakte.
Tras su conferencia de prensa, una avalancha de fanart estilo anime de Poklónskaya fue creada y subida a internet. Esto fue informado por importantes medios rusos como La Voz de Rusia, Russia Today y la Rossíiskaya Gazeta, así como por medios internacionales como BBC News y Bloomberg News. Poklónskaya ha afirmado en una entrevista con Komsomólskaya Pravda que puesto que a menudo ella está ocupada con su trabajo cotidiano, su hija, que acostumbra ver anime, es la que realiza un seguimiento de todo su fanart en línea por ella. También ha dicho que no vio con buenos ojos que la hayan convertido en una heroína de manga, afirmando en varios medios que quiere ser percibida sólo como una fiscal, que no es «una pokémon ni nada parecido» y que trata de trabajar por su hija, para que ella esté «orgullosa y para que viva en una gran potencia como la Federación Rusa» y que «honre la memoria de los caídos en la Gran Guerra Patriótica» [Segunda Guerra Mundial].
A raíz de la inundación de fanart de Poklónskaya, numerosas imágenes reales de ella fueron descubiertas en sitios de redes sociales y también se volvieron virales alrededor del mundo. Una compañía de entretenimiento informático anunció el 31 de marzo que estaba comenzando a desarrollar modificaciones en el juego Grand Theft Auto, cuya trama estaría basada en los acontecimientos en Ucrania y Poklónskaya aparecería como uno de los personajes principales. El juego Prime World of Nival también anunció que añadiría un nuevo personaje inspirado en Poklónskaya, tanto en su aspecto físico como en sus objetivos como «defensora de la ley».
El 1 de abril de 2014, la Fiscalía General de Rusia respondió a una avalancha de preguntas sobre Poklonskaya, afirmando que ella no utiliza ni blogs ni redes sociales. Hasta ese día, el vídeo original de su rueda de prensa había acumulado más de 1,7 millones de visitas en YouTube. Mientras tanto, en las redes sociales existen varias páginas dedicadas a Poklónskaya, aunque ninguna de ellas es oficial. También fueron creadas en YouTube varias canciones alusivas a su persona, algunas de ellas con las frases de Poklónskaya en entrevistas y conferencias de prensa.
En 2014, Poklónskaya fue una de las celebridades más buscadas en Internet, tanto en Rusia como en Ucrania. Según Google, ocupó el séptimo lugar de las personas más buscadas del año en Rusia y la octava en Ucrania y, de acuerdo con Yandex, fue la segunda mujer más buscada en Ucrania y la cuarta en Rusia. Poklónskaya fue descrita como un «símbolo sexual» por el periódico estadounidense The New York Observer y el alemán Augsburger Allgemeine.

Fanarts de muestra de Natalia Poklónskaya procedentes de Pixiv (véase la galería completa aquí)
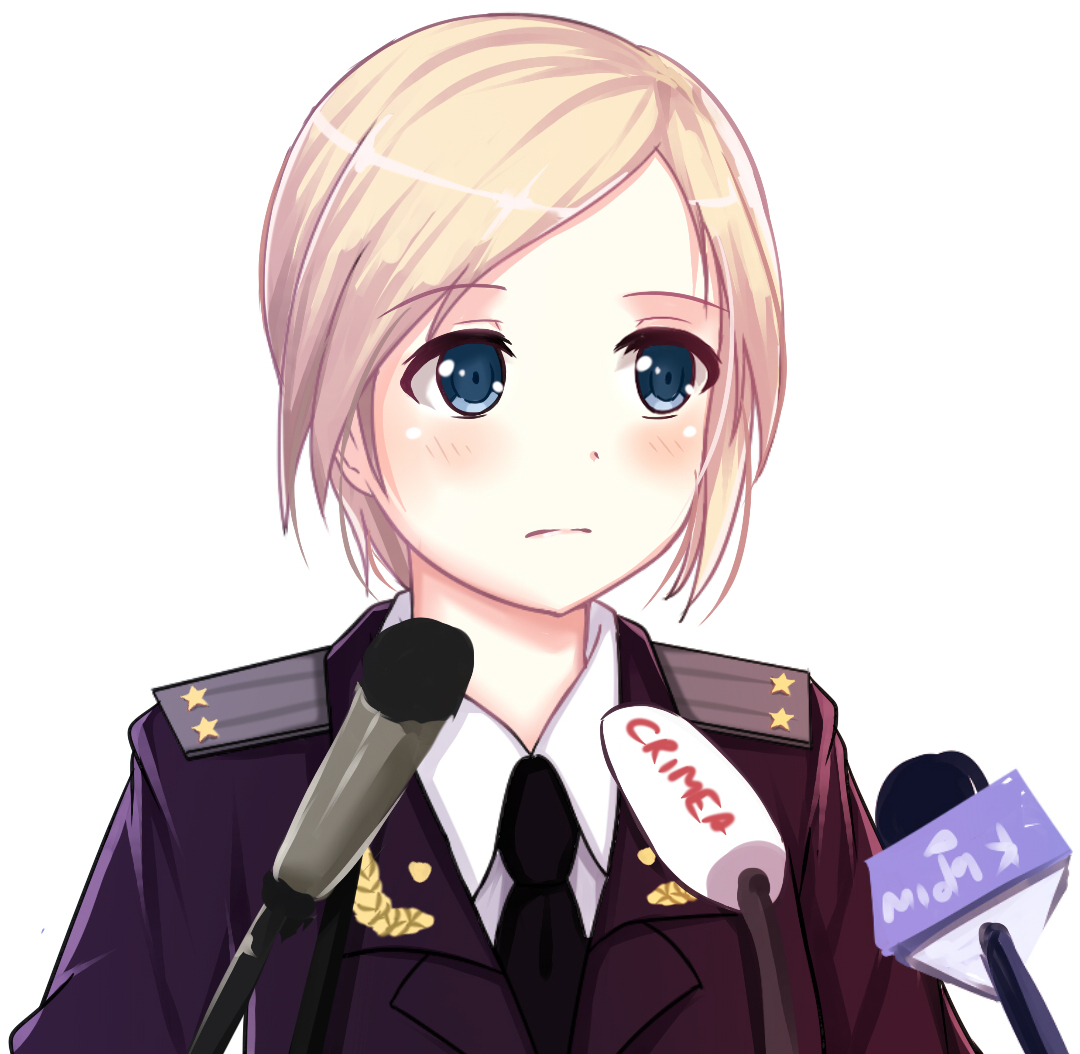
Author: Itachi Kanade
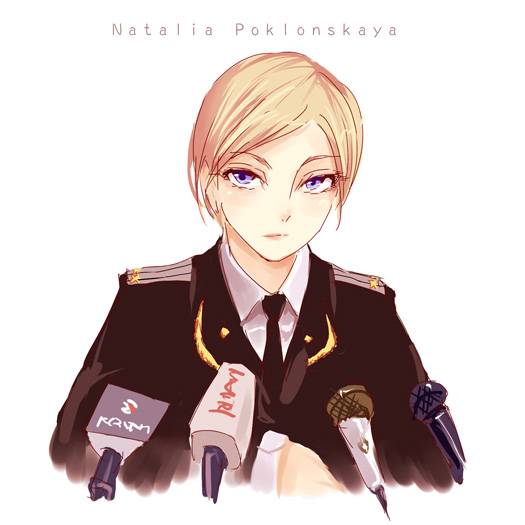
Author: ASLE
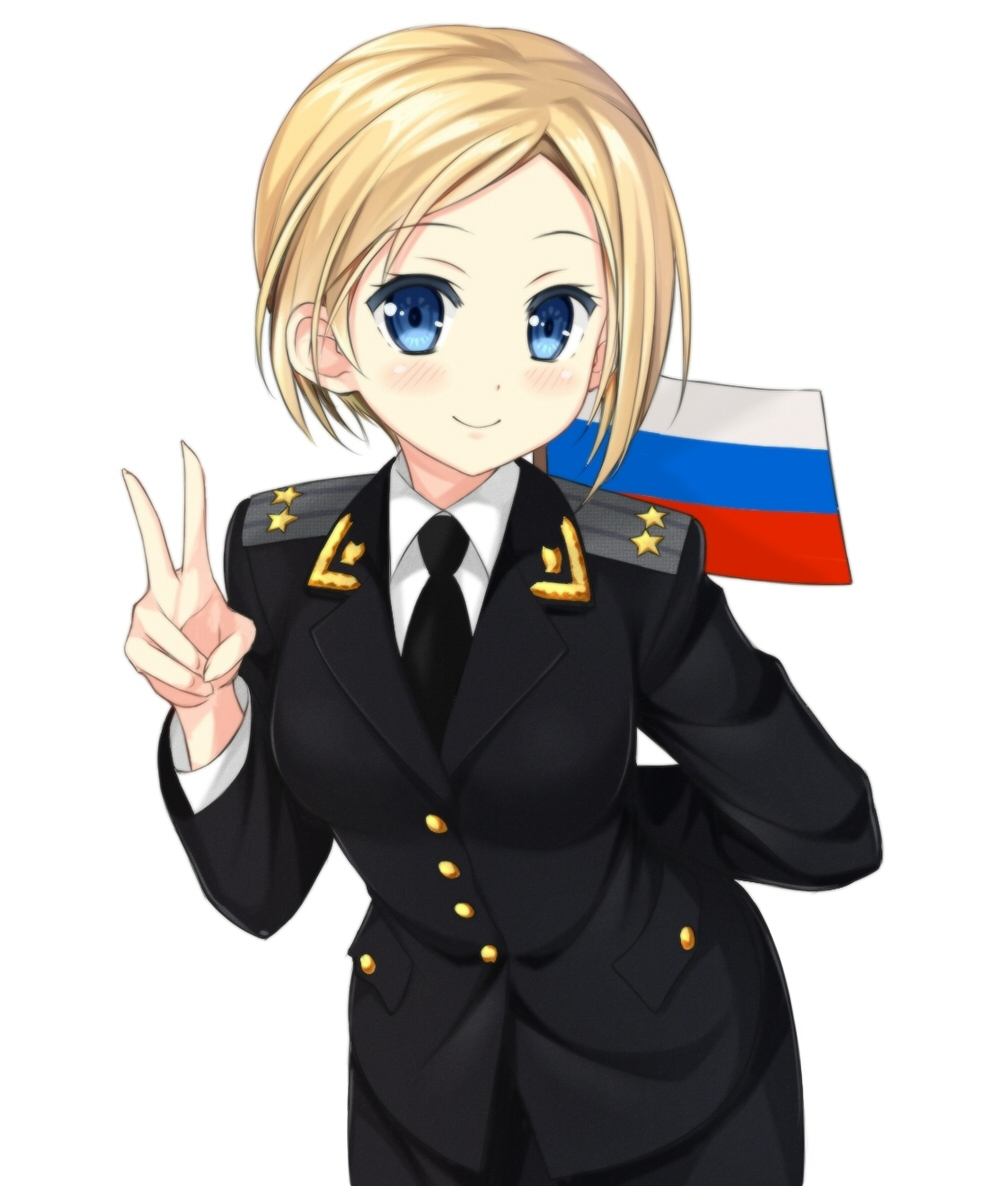
Author: phanc002
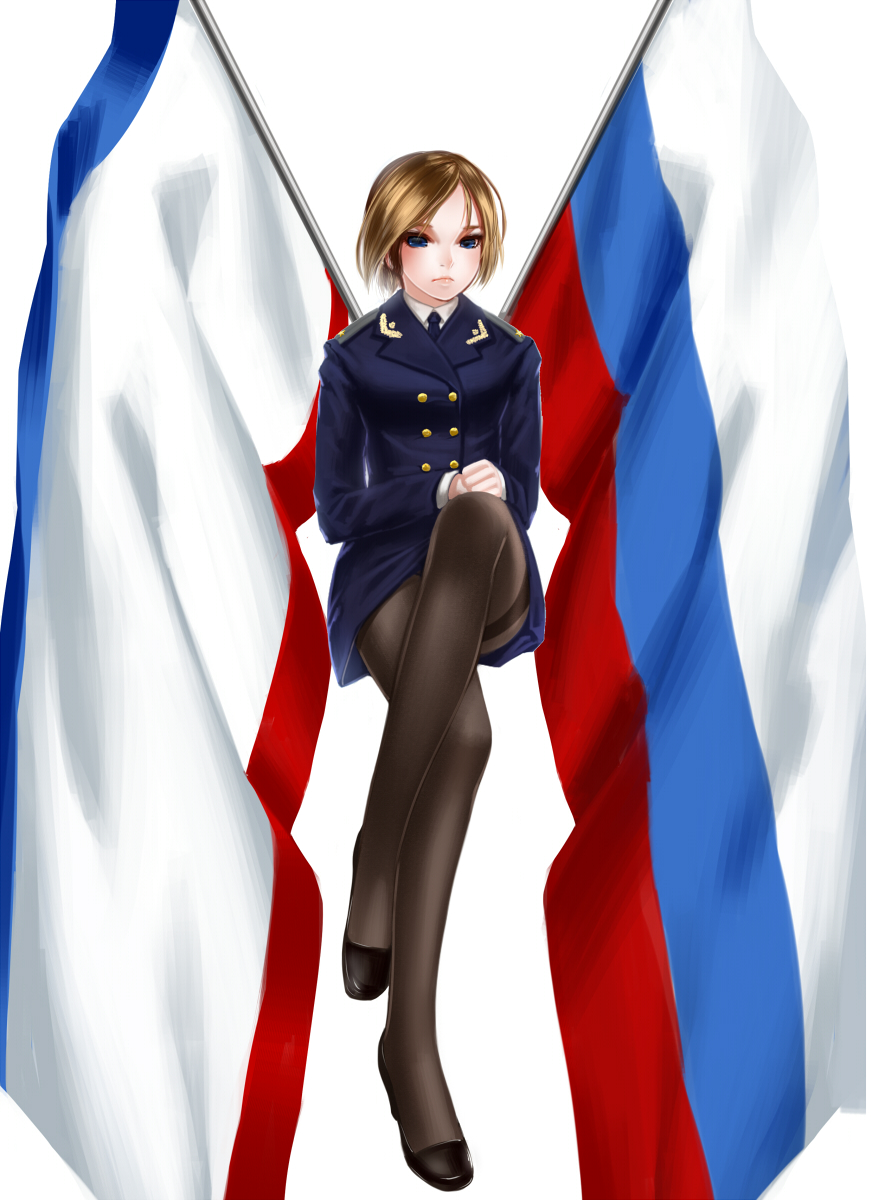
Author: RAIL
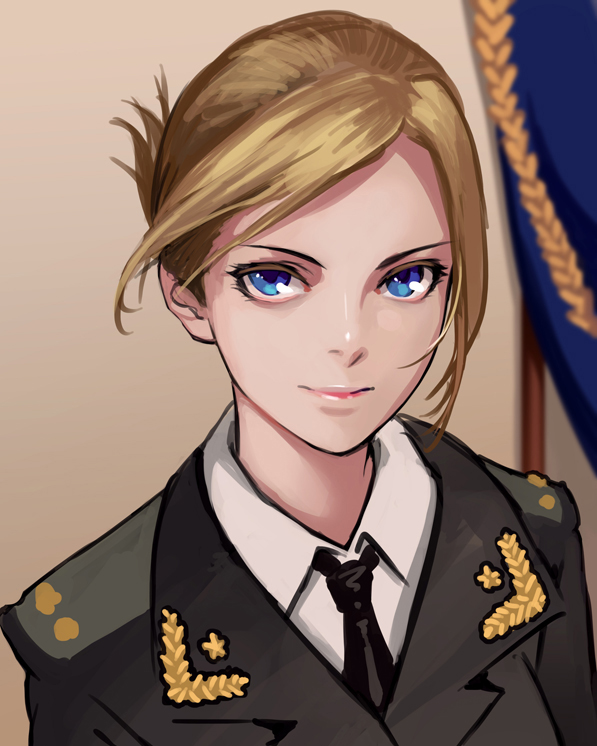
Author: As109